# フレッド・ザ・ゴッドソン
フレッド・ザ・ゴッドソン（英: Fred the Godson, 本名: Frederick Thomas, 1985年2月22日 - 2020年4月23日）は、アメリカ合衆国ニューヨーク市ブロンクス区出身の DJ、ラッパーである。

## 来歴
1985年2月22日、ニューヨーク市ブロンクス区で生まれ、生涯その地で過ごした。最初は「ビッグ・ブロンクス（ "Big Bronx"）」のニックネームで通っていた。
2000年頃からフリースタイルでのラップ活動を開始。持ち味はハスキーな声、ユーモラスな言葉遊び、そして創造的な韻にあった。
フレッドは2010年初頭に2つのミックステープを販売している。1作目、『Armageddon』はノトーリアス・B.I.G.、バスタ・ライムス、ワカ・フロッカ・フレイム、キャムロンらをフューチャーした。2作目、『City of God』はDJドラマの『Gangsta Grill』シリーズの1つとして、P・ディディ、プシャ・T、レイクウォンをフューチャーした。
2011年、ヒップホップ情報誌XXLに、その年注目のアーティストに与えられる「フレッシュマン（Fleshman）」に選出され、一躍注目を浴びるようになる。以降、2020年までの間にプシャ・T、ジェイダキス、レイクウォン数多くのアーティストの作品に参加し、アンサーソング『Monique’s Room』を販売。2020年1月にはジェイ・ファローと共演した『Training Day』と、2020年3月20日にリリースされた『Payback』の2本のミックステープを追加制作した。
妻のリーアン・ジェモットとの間に2人の娘がいる。

## 死去
2020年4月6日（同７日）、自身のインスタグラムに酸素マスクを付け、右拳を握りしめた姿の写真を公開。2019新型コロナウイルス（COVID-19）に感染したことを公表し、「みんなに僕の回復を祈ってほしい」と投稿していた。フレッドは幼少時から重度の喘息に悩まされており、腎臓障害も出ていた。9日にはリーアンは不安の胸の内を語る投稿をしているが、翌日には「なんとかなるだろう」と述べ、人工呼吸器を外すことを進めていたという。
だが、その後容態が回復することはなく、2020年4月23日に合併症のため死去。35歳没。